# Jukagirische Sprachen

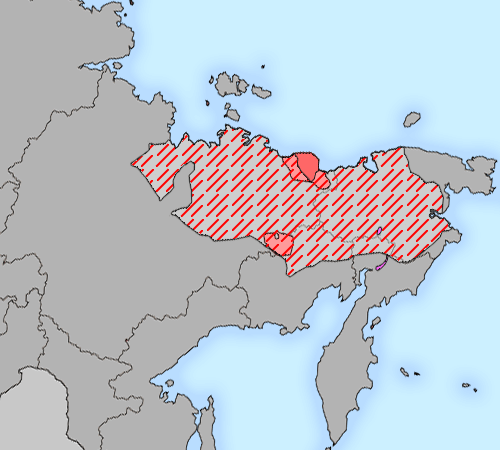
Verbreitung der jukagirischen Sprachen im 17. Jahrhundert (rot gestrichelt) und im 20. Jahrhundert (rot)

Verbreitung der vier jukagirischen Sprachen im 17. Jahrhundert

Die jukagirischen Sprachen werden im Nordosten Sibiriens gesprochen, vor allem in Jakutien. Von vier bekannten jukagirischen Sprachen sind nach neueren Untersuchungen nur noch zwei Sprachen in Gebrauch, das nördliche Tundrajukagirisch (auch Wadulisch) und das südliche Kolymajukagirisch (auch Odulisch). Während Tundrajukagirisch im Jahr 2009 noch von maximal 60 meist älteren Jukagiren fließend gesprochen wurde, gilt das Kolymajukagirische mit lediglich fünf Sprechern als ernsthaft bedrohte Sprache.
Die verwandtschaftliche Zuordnung der jukagirischen Sprachen ist nicht endgültig geklärt. In der Diskussion stehen einmal eine entfernte Verwandtschaft zu den uralischen Sprachen, zum anderen eine isolierte Stellung im Kreise weiterer paläosibirischer Sprachen.

## Innere Klassifikation
Noch zu Beginn des 17. Jahrhunderts dehnten sich jukagirische Stämme vom Unterlauf der Lena im Westen bis zum Oberlauf des Anadyr im Osten, vom Nordmeer bis zu den Werchojansker Bergen im Süden über ein riesiges Gebiet Nordost-Sibiriens aus. Es handelte sich hierbei um ein Dialektkontinuum, von dem bis heute nur noch die nördlichste und südlichste Varietät (Tundra- bzw. Kolymajukagirisch) überlebt haben. Die jukagirischen Sprachen Omok und Tschuwanisch wurden süd- und südwestlich der heutigen Sprachgebiete gesprochen und starben bereits im 19. Jahrhundert aus. Diese Stämme wurden vom 17. bis zum 19. Jahrhundert durch Epidemien, kriegerische Auseinandersetzungen und die russische Kolonisierung stark dezimiert, teilweise assimilierten sie sich auch den Tschuktschen, Jakuten, Ewenen und Russen, wobei sie ihre jukagirischen Sprachen aufgaben.
Von diesen Untergruppen werden heute (2009) nur noch das Tundrajukagirische (maximal 60 Sprecher, Andrjuschkino, Nischnekolymsk-Distrikt) und das Kolymajukagirische (max. fünf Sprecher, Nelemnoje, Werchnekolymsk-Distrikt). Die ethnische Gruppe der Jukagiren bzw. Odulen – so ihre Selbstbezeichnung – umfasst noch etwa 1.000 Personen, die Sprache wird nur noch von der älteren Bevölkerung im privaten Umfeld gesprochen, jüngere haben allenfalls noch ein reduziertes passives Sprachverständnis. Es gibt dennoch Bemühungen, die Sprache zu erhalten. So wurde in den 1980er Jahren auf Basis des kyrillischen Alphabets eine Schrift für die jukagirische Sprache geschaffen. In einigen Grundschulen wird Jukagirisch als Unterrichtsfach angeboten.

### Kladogramm
Jukagirisch: (4 Sprachen mit 65 Sprechern)
- Tundrajukagirisch (60 Sprecher)
- Omok †
- Kolymische Sprachen
  - Kolymajukagirisch (fünf Sprecher)
  - Tschuwanisch †

## Bemerkungen zur Sprachcharakteristik
Erste systematische Studien des Jukagirischen begannen mit W. Jochelson, der in die Kolyma-Region verbannt worden war, in den Jahren 1894 bis 1896. Wichtige Beiträge lieferte auch der Jukagire Nikolai Iwanowitsch Spiridonow in den 1930er Jahren. Die beiden jukagirischen Sprachen (Nord- oder Tundrajukagirisch, Süd- oder Kolymajukagirisch) unterscheiden sich so stark, dass manche Forscher von zwei Sprachen ausgehen. Über die mögliche genetische Verwandtschaft des Jukagirischen mit den uralischen Sprachen siehe unten. Zumindest typologisch ist das Jukagirische ohne Zweifel den uralischen Sprachen sehr ähnlich. Dazu gehört auch die Existenz einer separaten Negativ-Konjugation, zum Beispiel:
- tet mer-ai-mek – „du hast geschossen“
- tet el-ai-yek – „du hast nicht geschossen“

Eine Besonderheit ist die morphologische Fokussierung von Satzteilen, zum Beispiel
- met-ek uul – „ich ging“
- met mer-uul-jeŋ – „ich ging“

Im Gegensatz zu den anderen paläosibirischen Sprachen besitzt das Jukagirische kaum Konsonantencluster. Erwähnenswert ist die Ideenschrift der Jukagiren (Kerbungen in Birkenrinde, vgl. Jensen 1969), durch die Routenkarten dargestellt oder Liebesbriefe übermittelt werden konnten.

## Die uralisch-jukagirische Hypothese
Eine ernst zu nehmende Hypothese ist die der Verwandtschaft des Jukagirischen mit dem Uralischen. Nach Merritt Ruhlen (1991) beweisen die Arbeiten von Björn Collinder (1965) und R.T. Harms (1977) „jenseits jeden vernünftigen Zweifels“ die Verwandtschaft des Jukagirischen mit den uralischen Sprachen. Collinder (1965) stellt fest: „Die Gemeinsamkeiten des Jukagirischen und Uralischen sind so zahlreich und charakteristisch, dass sie Überreste einer ursprünglichen Einheit sein müssen. Das Kasussystem des Jukagirischen ist fast identisch mit dem des Nord-Samojedischen. Der Imperativ wird mit denselben Suffixen gebildet wie im Süd-Samojedischen und den konservativsten finno-ugrischen Sprachen […] Jukagirisch hat ein halbes Hundert gemeinsamer Wörter mit dem Uralischen, und zwar ohne die Lehnwörter. […] Man sollte bemerken, dass alle finno-ugrischen Sprachen in der Kasus-Flexion mehr vom Samojedischen abweichen als das Jukagirische.“ Es wäre danach durchaus möglich, von einer uralisch-jukagirischen Sprachfamilie zu sprechen.
Allerdings wird von Seiten der Uralistik, die eher von Entlehnungen seitens des Jukagirischen aus den samojedischen Sprachen ausgeht, diese mögliche Verwandtschaft recht kritisch gesehen, so auch wieder A. Marcantonio (2002). Neutraler ist D. Abondolo (1998): „Der einzige echte und glaubwürdige Kandidat für einen produktiven Vergleich mit dem Uralischen ist das Jukagirische. […] Zwei herausragende Analysen (die diese Verwandtschaft untersuchen) sind die Arbeiten von Harms (1977) und Nikolaeva (1988) über historische Phonologie und Morphologie. So zwingend diese Arbeiten in manchen Details erscheinen, gibt es doch bedeutende Punkte, in denen sie sich widersprechen, zum Beispiel bei der Rolle und Entwicklung des Genitivs; vielleicht wird weitere Forschung diese Widersprüche aufklären können.“
In den Makrofamilien Eurasiatisch und Nostratisch wird das Jukagirische wie selbstverständlich mit dem Uralischen zusammengefasst, entweder als dritter Zweig neben dem Finno-Ugrischen und Samojedischen (so die Nostratiker, z. B. Aharon Dolgopolsky) oder als ein Zweig des Uralisch-Jukagirischen, der dem uralischen Zweig gleichrangig gegenübersteht (so die Eurasiatiker, z. B. Joseph Greenberg).
Jukagirisch im Rahmen der nostratischen Hypothese
- Uralisch
  - Finno-Ugrisch
  - Samojedisch
  - Jukagirisch

Jukagirisch im Rahmen der eurasiatischen Hypothese
- Uralisch-Jukagirisch
  - Uralisch
    - Finno-Ugrisch
    - Samojedisch

  - Jukagirisch

### Allgemein
- Merritt Ruhlen: A Guide to the World’s Languages. London 1991 (insbesondere S. 64–71)
- Ernst Kausen: Die Sprachfamilien der Welt. Teil 1: Europa und Asien. Buske, Hamburg 2013, ISBN 3-87548-655-2.

### Jukagirisch
- Johannes Angere: Jukagirisch-deutsches Wörterbuch. Almqvist & Wiksell, Stockholm 1957.
- Elena Maslova: A Grammar of Kolyma Yukaghir. De Gruyter Mouton, Berlin / Boston 2003, ISBN 978-3-11-019717-4.
- Elena Maslova: Tundra Yukaghir. LINCOM, München, ISBN 978-3-89586-792-7.
- Irina Nikolaeva: A Historical Dictionary of Yukaghir. De Gruyter Mouton, Berlin /  Boston 2011, ISBN 978-3-11-089284-0.

### Jukagirisch und Uralisch
- Luobbal Sámmol Sámmol Ánte (Ante Aikio): The Uralic-Yukaghir lexical correspondences: genetic inheritance, language contact or chance resemblance? (PDF) (To appear in: Finnisch-Ugrische Forschungen, 62) Academia.edu, Ante Aikio; abgerufen am  19. März 2015.
- Robert T. Harms: The Uralo-Yukaghir Focus System. In: Paul J. Hopper (Hrsg.): Studies in Descriptive and Historical Linguistics. Amsterdam 1977.
- Irina Nikolaeva: Проблема урало-юкагирских генетицеских связей. Moskau 1988.
- Björn Collinder: An Introduction to the Uralic Languages. Berkeley, Calif. 1965.
- Angela Marcantonio: The Uralic Language Family. Oxford / New York 2002.
- Daniel Abondolo: The Uralic Languages. Routledge, London / New York 1998.
- Jaakko Häkkinen: Early contacts between Uralic and Yukaghir. In: Tiina Hyytiäinen, Lotta Jalava, Janne Saarikivi, Erika Sandman (ed.): Per Urales ad Orientem. Iter polyphonicum multilingue. Festskrift tillägnad Juha Janhunen på hans sextioårsdag den 12 februari 2012. S. 91–101. Suomalais-Ugrilaisen Seuran Toimituksia – Mémoires de la Société Finno-Ougrienne 264. Helsinki: Suomalais-Ugrilainen Seura, 2012. ISBN 978-952-5667-33-2 (print) ISBN 978-952-5667-34-9 (online). Online article (PDF; 317 kB); abgerufen am 12. März 2013.
- Juha Janhunen: Proto-Uralic – what, where, and when? In: Suomalais-Ugrilaisen Seuran Toimituksia, 2009, 258. S. 57–78. sgr.fi (PDF; 360 kB).
- Károly Rédei: Zu den uralisch-jukagirischen Sprachkontakten. Finnisch-Ugrische Forschungen, 1999, 55, S. 1–58. Finno-Ugrian Society, Helsinki; urn:nbn:fi:ELE-534758

### Jukagirisch in Makrofamilien
- Joseph H. Greenberg: Indo-European and its Closest Relatives. The Eurasiatic Language Family. Band 1: Grammatik. Stanford University Press, 2000.
- Aharon Dolgopolsky: The Nostratic Macrofamily and Linguistic Palaeontology. Oxford 1998.